# Krodo

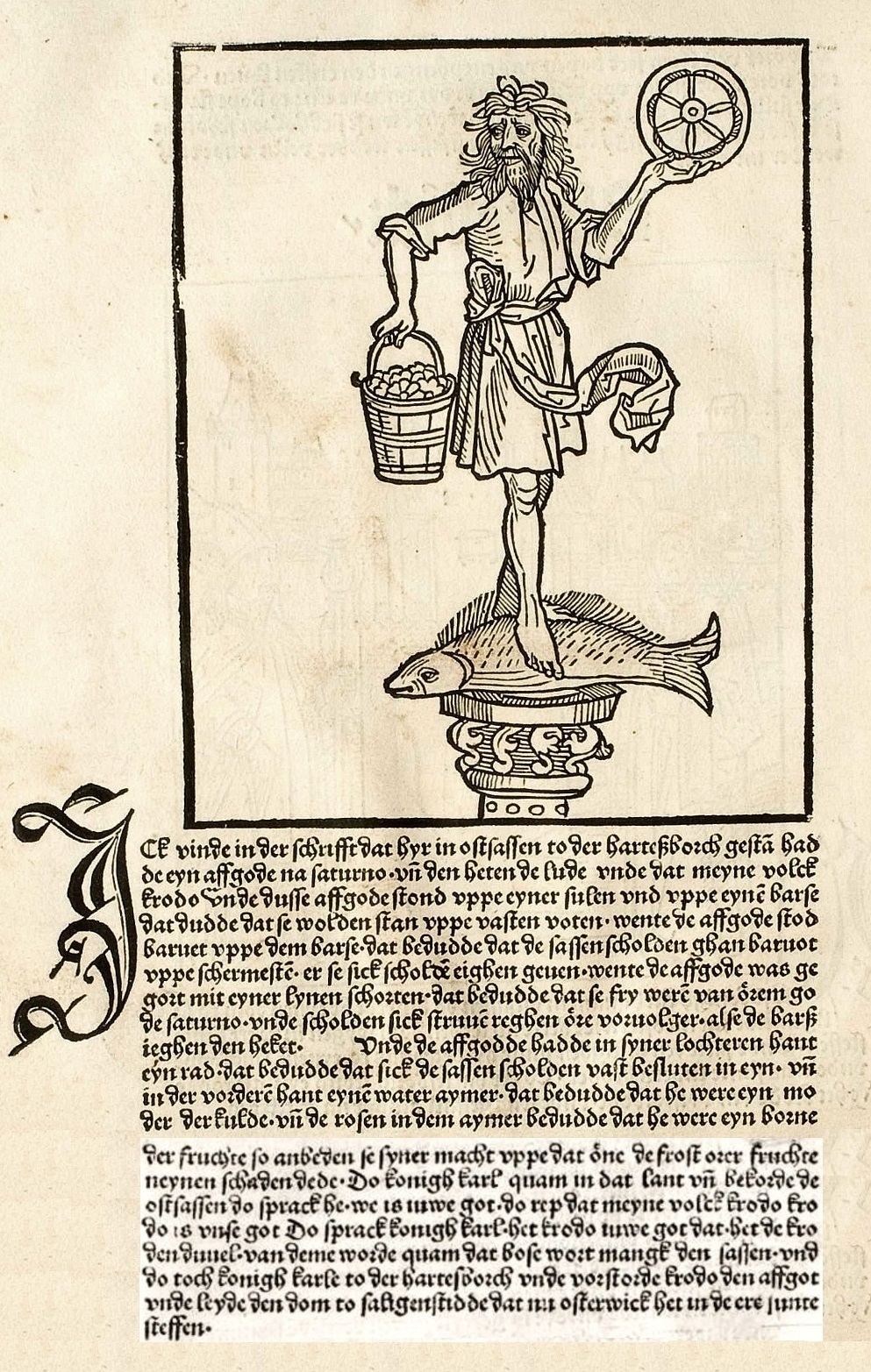
Illustration et interprétation de Krodo dans la Chronique des Saxons de Conrad Bote (1492).

Krodo, Krodon, Chrodo(n), Krodus ou C(h)rodus est le nom d'une divinité ou d'une idole saxonne mentionnée uniquement en 1492 par Conrad Bote dans sa Chronique des Saxons (de).
Conrad Bote raconte dans sa chronique que lors de la guerre des Saxons, Charlemagne renversa à Harzburg (en) une idole qui ressemblait à Saturne, et que le peuple appelait Krodo ; il ajoute une gravure en bois, présentant un vieil homme aux cheveux longs, barbe longue, vêtu en chemise, tenant à la main gauche élevée une roue et à la main droite un panier rempli de fruits ou de fleurs, debout, les pieds nus, sur un grand poisson. La roue pourrait symboliser les rayons du soleil, le feu ; le panier la fertilité, la terre ; le poisson, l'eau ; la bande de toile ondulée formant sa ceinture, le vent, l'air. Les attributs de Krodo pourraient représenter les quatre éléments.
Pour Georg Fabricius, Krodo avait la figure d'un moissonneur, ceint d'un morceau de linge, qui tenait de la main droite un petit vase plein de roses, et une roue de char de la main gauche, qu'il élevait en l'air ; il foulait aux pieds une perche, poisson hérissé d'écailles et de piquants.
Selon Albrecht Krantz, Krodo était le Saturne des Saxons.

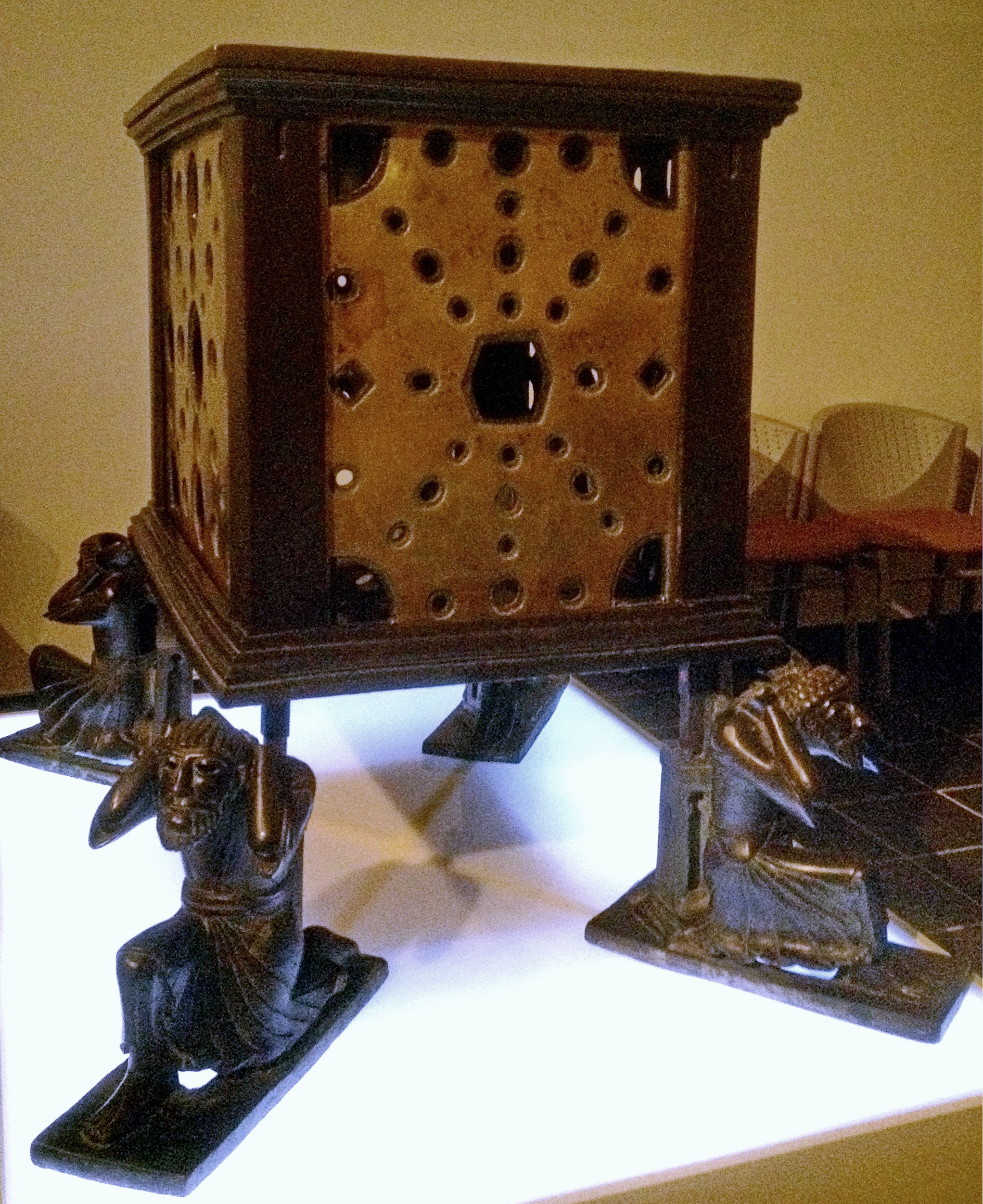
L'« Autel de Krodo » (musée de Goslar).

Il existe à Goslar un autel en bronze du XIe siècle qui porte le nom d'« Autel de Krodo » (Krodoaltar (en)).